# Revenge (mixtape)
Revenge es el primer mixtape del rapero estadounidense XXXTentacion, lanzado el 16 de mayo de 2017 por Empire Distribution. Consiste en ocho canciones lanzadas anteriormente que estaban disponibles para transmitir en SoundCloud de XXXTentacion. Fue precedido por el sencillo principal "Look at Me", que alcanzó el número 34 en el Billboard Hot 100 de Estados Unidos.

## Lista de canciones
| Revenge |                                          |                    |          |  |
| N.º     | Título                                   | Producer(s)        | Duración |  |
| 1.      | «Look at Me!»                            | Rojas              | 2:06     |  |
| 2.      | «I Don't Wanna Do This Anymore»          | Khaed              | 1:27     |  |
| 3.      | «Looking for a Star»                     | Diplo              | 2:17     |  |
| 4.      | «Valentine»                              | Mikey the Magician | 2:32     |  |
| 5.      | «King»                                   | King Yosef         | 1:52     |  |
| 6.      | «Slipknot» (con Kin$oul and Killstation) | P. Soul            | 3:29     |  |
| 7.      | «Yung Bratz»                             | STAIN              | 1:41     |  |
| 8.      | «RIP Roach» (con Ski Mask the Slump God) | STAIN              | 2:49     |  |

## Posicionamiento en lista
| Lista (2017–18)                         | Posiciones |
| --------------------------------------- | ---------- |
| Canadá (Billboard Canadian Albums)      | 36         |
| Dinamarca (Hitlisten)                   | 31         |
| Finlandia (Suomen Virallinen Lista)     | 38         |
| Nueva Zelanda (Recorded Music NZ)       | 35         |
| Noruega (VG-lista)                      | 21         |
| Suecia (Sverigetopplistan)              | 42         |
| Estados Unidos (Billboard 200)          | 28         |
| Estados Unidos (Top R&B/Hip-Hop Albums) | 15         |